# Emmenosperma
Emmenosperma ist eine Pflanzengattung innerhalb der Familie der Kreuzdorngewächse (Rhamnaceae). Die fünf Arten kommen in Australien, Neuseeland, Neukaledonien und auf den Fidschi-Inseln vor.

## Beschreibung

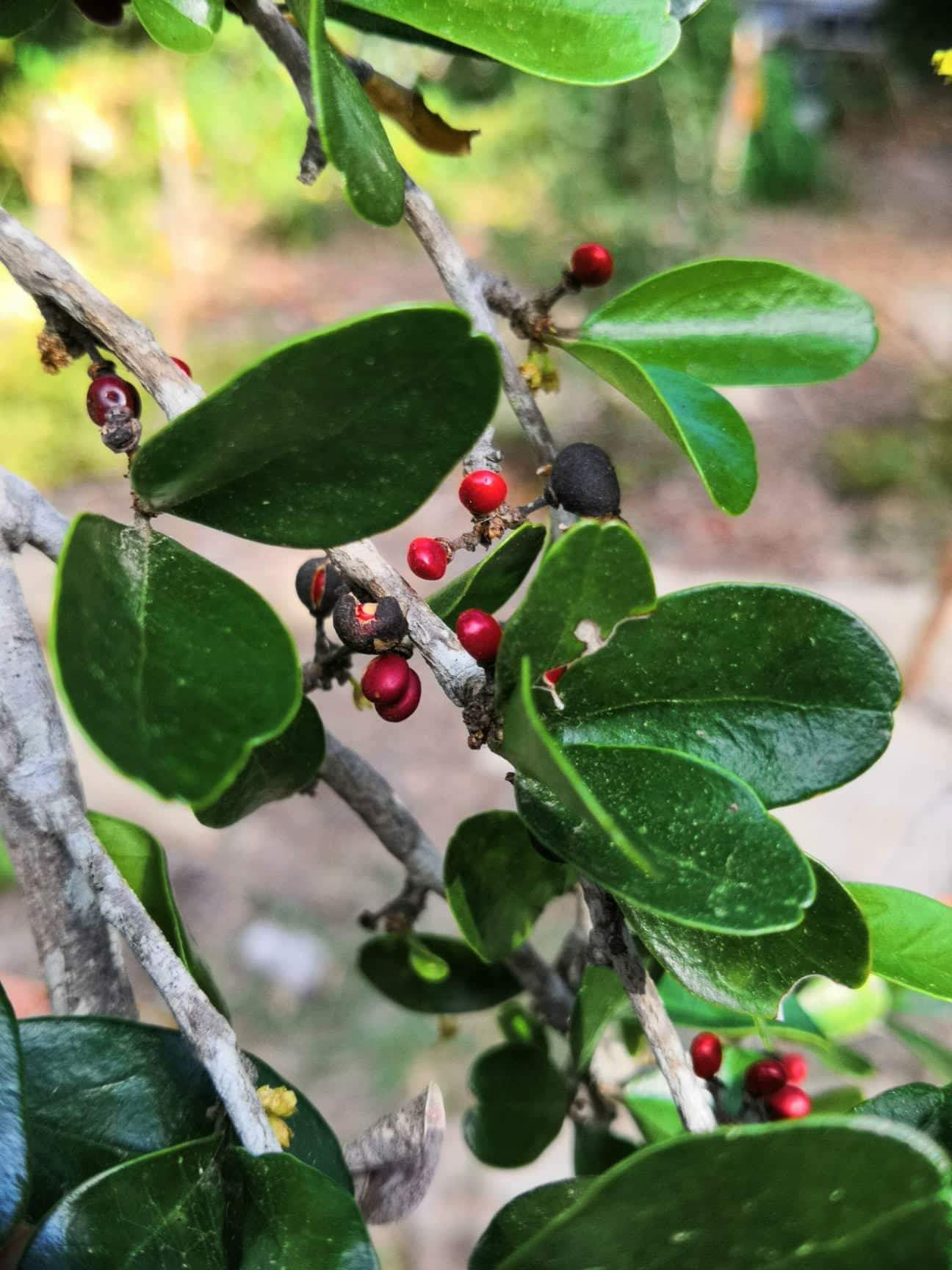
Zweige mit Laubblättern und Früchten von Emmenosperma pancherianum

### Vegetative Merkmale
Emmenosperma sind immergrüne Bäume oder Sträucher. Anders als bei vielen anderen Gattungen der Familie Rhamnaceae fehlen Stacheln oder Dornen. Die Laubblätter sind wechsel- oder gegenständig angeordnet.

### Generative Merkmale
In seiten- oder endständigen rispigen Gesamtblütenständen befinden sich trichotome zymöse Teilblütenstände. Der Blütenbecher ist becherförmig, der mit dem Blütenbecher verwachsene Diskus dünn. Der Fruchtknoten ist halb unter- bis oberständig und hat zwei bis drei Fächer.
Es werden je nach Art Kapselfrüchte oder Spaltfrüchte gebildet. Die Samen sind eiweißreich und überdauern auch nach dem Abfallen des Perikarps noch am ehemaligen Blütenstiel.

## Systematik und Verbreitung
Die Gattung Emmenosperma wurde 1862 durch Ferdinand von Mueller in Fragmenta Phytographiae Australiae, 3, 20, S. 62 aufgestellt. Typusart ist Emmenosperma alphitonioides F.Muell.
Die genaue Position cer Gattung Emmenosperma innerhalb der Rhamnaceae ist 2004 unklar.
Die Arten der Gattung Emmenosperma sind in Australien, Neuseeland, Neukaledonien und auf den Fidschi-Inseln verbreitet.
Die Gattung umfasst etwa fünf Arten:
- Emmenosperma alphitonioides F.Muell.: Sie kommt nur in den australischen Bundesstaaten Queensland sowie New South Wales vor.[3][4]
- Emmenosperma cunninghamii Benth.: Sie kommt in Neuguinea und in den australischen Bundesstaaten Western Australia, Queensland sowie in Northern Territory vor.[3][4]
- Emmenosperma micropetalum (A.C.Sm.) M.C.Johnst.: Sie kommt nur auf Fidschi vor.[4]
- Emmenosperma pancherianum Baill.: Sie kommt in Neukaledonien und 2013 wurde sie auch im nordöstlichen Queensland gefunden.[3][4]
- Emmenosperma papuanum (Merr. & L.M.Perry) M.C.Johnst.: Sie kommt nur in Neuguinea vor.[4]

## Nachweise
1. 1 2 3 4 5 6  
D. Medan, C. Schirarend: Rhamnaceae. In: Klaus Kubitzki (Hrsg.): The Families and Genera of Vascular Plants – Volume VI: Flowering Plants – Dicotyledons – Celastrales, Oxalidales, Rosales, Cornales, Ericales, 2004, ISBN 978-3-540-06512-8. eingeschränkte Vorschau in der Google-Buchsuche
2. ↑  
B. Richardson, September 2016: Datenblatt Emmenosperma bei Florabase — The Western Australian Flora des Western Australian Herbarium - Department of Biodiversity, Conservation and Attractions.
3. 1 2 3 4  
Datenblatt Emmenosperma bei Australian Plant Name Index = APNI.
4. 1 2 3 4 5  
Datenblatt Emmenosperma bei POWO = Plants of the World Online von Board of Trustees of the Royal Botanic Gardens, Kew: Kew Science.